# I Could Be the One (canción de Avicii y Nicky Romero)
«I Could Be the One» (en español: Podría ser el indicado) es una canción coproducida por el disc jockey y productor sueco Avicii y el disc jockey Holandés Nicky Romero. Cuenta con la colaboración, aunque sin acreditar, de la vocalista sueca Noonie Bao. Fue lanzada el 26 de diciembre de 2012, en formato digital por iTunes, y el 10 de febrero de 2013 para el Reino Unido donde lideró la lista de sencillos. También fue distribuido por LE7ELS, el sello de Avicii y por Mixmash.
Antes de su lanzamiento oficial, su versión instrumental era conocida como «Nicktim» (una conjunción entre los nombres de pila de ambos productores) o "Stranger", pero el título fue cambiado con el agregado de las voces por el nombre final. Esta versión cuenta con un sample de D.A.N.C.E. de Justice, pero fue retirado en la versión vocal.

## Video musical
El video musical fue lanzado el 24 de diciembre de 2012 por el canal oficial de Avicii en YouTube. Está dirigido por Peter Huang y fue rodado en Toronto y Barbados. En él muestra la historia de una oficinista aburrida interpretada por Inessa Frantowski que dramáticamente se imagina huir de su rutina, lanzándose en una secuencia entretenida de diversas aventuras hedonistas, cuando esta se marcha de la oficina para hacer todas esas locuras un camión con un cartel el cual pone "2 late" (demasiado tarde, en español) la atropella y de golpe acaba el vídeo, aunque no se sabe si ella sigue viva o muere. 

## Comercial
A principios de 2013, alcanzó la primera posición en la lista de los más vendidos por la tienda digital Beatport. En Suecia, hizo su ingresó durante la semana del 18 de enero de 2013 en la octava ubicación para luego alcanzar la tercera posición siendo su mejor desempeño en la lista hasta el momento. En el Reino Unido, debutó en febrero de 2013 directamente en la primera ubicación superando por 8.000 copias a la canción que lideraba la lista de la semana anterior, Thrift Shop del rapero estadounidense Macklemore. Convirtiéndose así en el primer sencillo de Avicii en alcanzar el número uno en tierras británicas, ya que anteriormente obtuvo dos top 5 en 2011 con "Collide" (con Leona Lewis) y "Levels". Fue certificado con el doble disco de platino en Australia.

## Formatos y remezclas
| Descarga digital |                                                 |          |  |
| N.º              | Título                                          | Duración |  |
| 1.               | «I Could Be the One» (Nicktim Radio Edit)       | 3:28     |  |
| 2.               | «I Could Be the One» (Nicktim Instrumental Mix) | 7:35     |  |
| 3.               | «I Could Be the One» (Nicktim Original Mix)     | 7:35     |  |
| 4.               | «I Could Be the One» (Nicktim Audrio Remix)     | 7:16     |  |
| 5.               | «I Could Be the One» (Nicktim Didrick Remix)    | 5:40     |  |

| I Could Be the One (Remixes) |                                                        |          |  |
| N.º                          | Título                                                 | Duración |  |
| 1.                           | «I Could Be the One» (Nicktim) (Dank Remix)            | 5:02     |  |
| 2.                           | «I Could Be the One» (Nicktim) (Bent Collective Remix) | 7:32     |  |
| 3.                           | «I Could Be the One» (Nicktim) (John Christian Remix)  | 5:28     |  |
| 4.                           | «I Could Be the One» (Nicktim) (Bent Collective Dub)   | 7:17     |  |

| I Could Be the One (Acoustic Mixes) |                                                             |          |  |
| N.º                                 | Título                                                      | Duración |  |
| 1.                                  | «I Could Be the One» (Noonie Bao Acoustic Mix)              | 3:51     |  |
| 2.                                  | «I Could Be the One» (Noonie Bao Acoustic Instrumental Mix) | 3:57     |  |

## Posicionamiento en listas y certificaciones
| Lista (2013)                            | Mejor posición |
| --------------------------------------- | -------------- |
| Albania (NRG TOP50)                     | 7              |
| Alemania (Media Control AG)             | 37             |
| Australia (ARIA)                        | 4              |
| Austria (Ö3 Austria Top 40)             | 15             |
| Bélgica (Flandes) (Ultratop 50)         | 8              |
| Bélgica (Valonia) (Ultratop 50)         | 9              |
| Canadá (Hot 100)                        | 65             |
| Dinamarca (Tracklisten)                 | 9              |
| Escocia (The Official Charts Company)   | 1              |
| Eslovaquia (Radio Top 100 Chart)        | 6              |
| España (Top 100 Canciones)              | 36             |
| España (Máxima FM)                      | 1              |
| Estados Unidos (Bubbling Under Hot 100) | 1              |
| Estados Unidos (Hot Dance Club Songs)   | 1              |
| Estados Unidos (Pop Songs)              | 34             |
| Euro Digital Songs                      | 3              |
| Finlandia (OFC)                         | 2              |
| Francia (SNEP)                          | 22             |
| Hungría (Rádiós Top 40)                 | 1              |
| Irlanda (IRMA)                          | 3              |
| Noruega (VG-lista)                      | 4              |
| Nueva Zelanda (Recorded Music NZ)       | 12             |
| Países Bajos (Dutch Top 40)             | 7              |
| Polonia (Polish Airplay Top 5)          | 1              |
| Reino Unido (UK Dance Chart)            | 1              |
| Reino Unido (UK Singles Chart)          | 1              |
| República Checa (Radio Top 100 Chart)   | 6              |
| Suecia (Sverigetopplistan)              | 3              |
| Suiza (Schweizer Hitparade)             | 26             |

| País           | Organismo certificador | Certificación | Ventas  | Ref.   |
| -------------- | ---------------------- | ------------- | ------- | ------ |
| Alemania       | BVMI                   | Oro           | 150 000 | [ 44 ] |
| Australia      | ARIA                   | 3× Platino    | 210 000 | [ 11 ] |
| Bélgica        | BEA                    | Oro           | 15 000  | [ 45 ] |
| Estados Unidos | RIAA                   | Oro           | 500 000 | [ 46 ] |
| Italia         | FIMI                   | Platino       | 30 000  | [ 47 ] |
| Reino Unido    | BPI                    | Oro           | 400 000 | [ 48 ] |
| Nueva Zelanda  | RIANZ                  | Oro           | 7 500   | [ 49 ] |

### Sucesión en listas
| Anterior: «Thrift Shop» de Macklemore & Ryan Lewis con Wanz                    | UK Singles Chart — Sencillo Nro 1 23 de febrero de 2013 — 2 de marzo de 2013                                        | Siguiente: «One Way or Another (Teenage Kicks)» de One Direction      |
| Anterior: «White Noise» de Disclosure con AlunaGeorge «Harlem Shake» de Baauer | UK Dance Chart — Sencillo Nro 1 23 de febrero de 2013 — 2 de marzo de 2013 9 de marzo de 2013 — 30 de marzo de 2013 | Siguiente: «Harlem Shake» de Baauer «White Noise» de Disclosure       |
| Anterior: «Thrift Shop» de Macklemore & Ryan Lewis con Wanz                    | Scottish Singles Chart — Sencillo Nro 1 23 de febrero de 2013 — 2 de marzo de 2013                                  | Siguiente: «One Way or Another (Teenage Kicks)» de One Direction      |
| Anterior: «Flavor» de Tori Amos                                                | Hot Dance Club Songs — Sencillo Nro 1 16 de marzo de 2013 — 23 de marzo de 2013                                     | Siguiente: «Oh Mama Hey» de Chris Cox + DJ Frankie con Crystal Waters |

## Historial de lanzamientos
| País        | Fecha                   | Formato          | Discográfica          | Ref.   |
| ----------- | ----------------------- | ---------------- | --------------------- | ------ |
| Suecia      | 26 de diciembre de 2012 | Descarga digital | Universal Music Group | [ 50 ] |
| Reino Unido | 10 de febrero de 2013   | Descarga digital | Universal Music Group | [ 3 ]  |